# زعرور

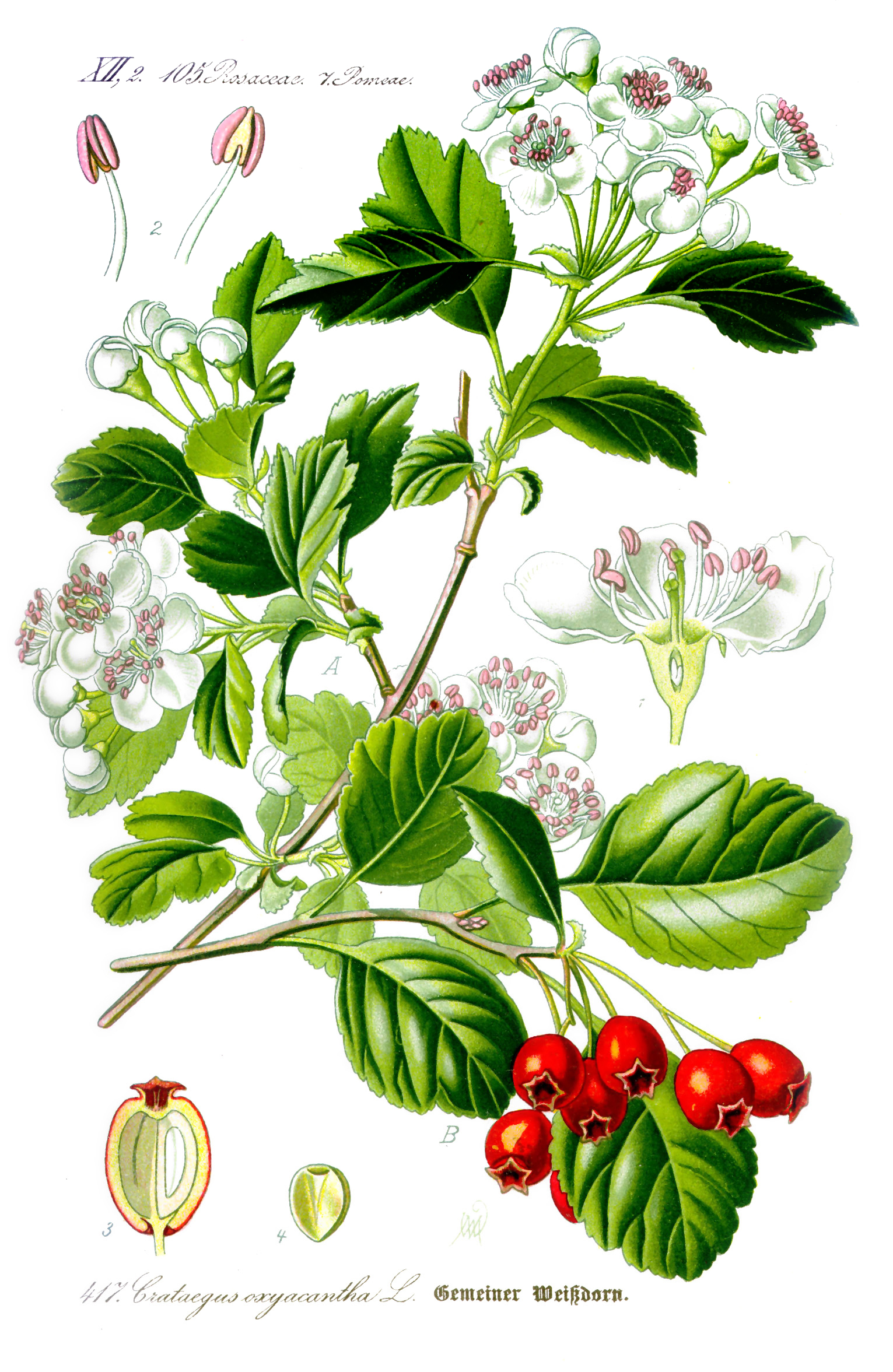
صورة للأجزاء المستعملة بالمداواة

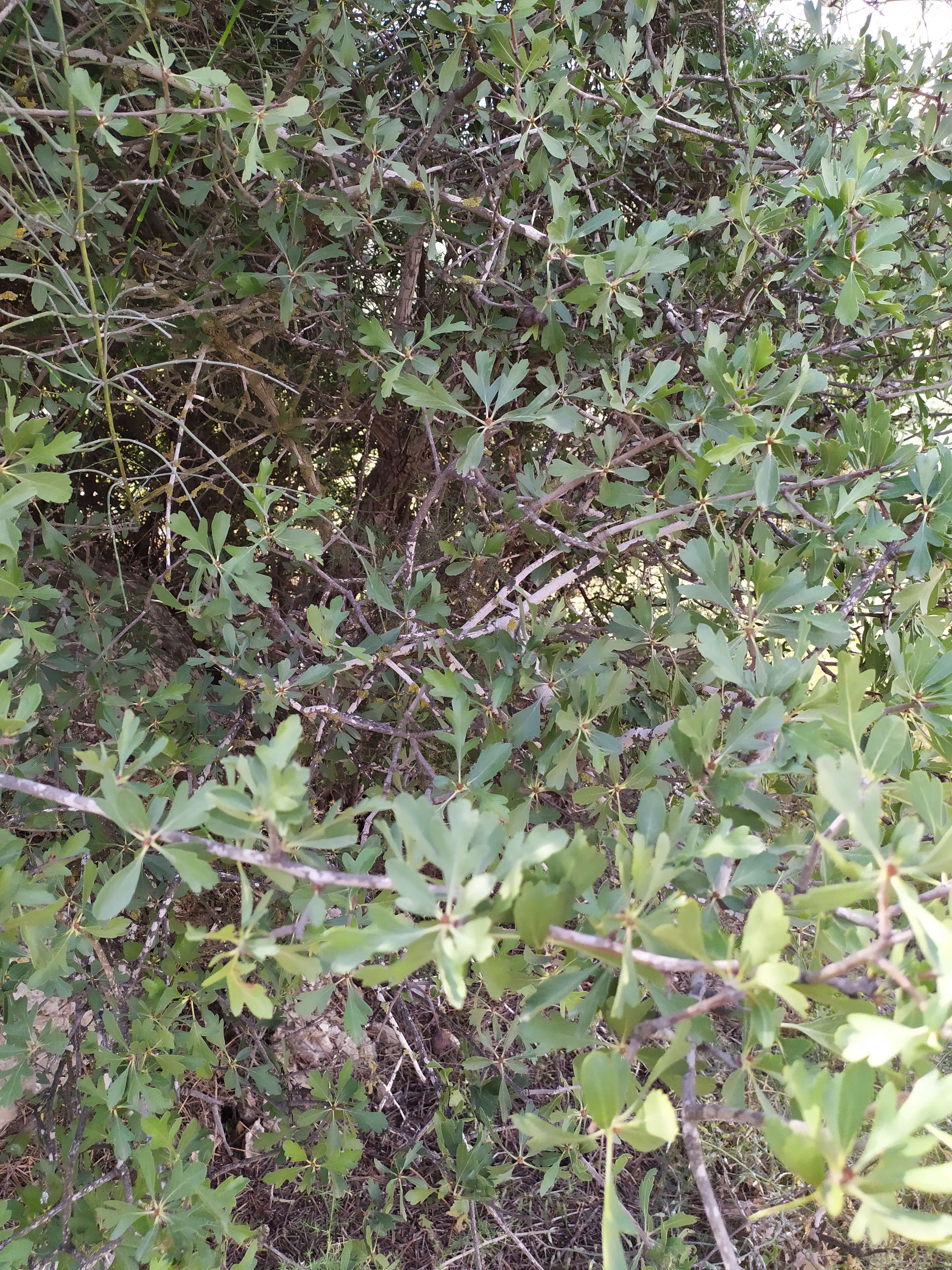
زعرور جبلي

الزُّعْرُورُ أو الزعرور الشائك (مأخوذة من السريانية: ܥܙܪܪܬܐ عَزْرَارْتَاءْ) جنس نباتي يتبع الفصيلة الوردية من صف ثنائيات الفلقة.

## الأنواع
يقدر عدد الأنواع التابعة لهذا الجنس بحوالي 200 نوع، ويختلف العدد حسب التصانيف العلمية المختلفة.
تنمو في البلاد العربية في المناطق المتوسطية القارية والمناطق الجافة العليا والجبال والغابات الجبلية وفي منطقة حوض البحر الأبيض المتوسط.

## الموائل البيئية
يتكيف الزُّعْرُور وينمو في موائل بيئية مختلفة وفي مناخات متنوعة، والمناخ الأمثل لنموه هو الجاف وشبه الجاف. يوجد في منطقة حوض البحر المتوسط والصحراء، نبات مقاوم للملوحة، غير عصاري بشكل عام، يحتوي أشواك متمحورة على الساق. يتبع الإقليم النباتي البحر المتوسط –الإيراني- الطوراني.
و ينموا الزُّعْرُور في التربة والاراضي الكلسية، التي تعد الأكثر ملائمة لنموها، إضافة إلى انه يناسبها التربة الرطبة الطينية، وتعيش شجرة الزُّعْرُور في اعماق التربة إضافة إلى انه يمكنها العيش في التربة السطحية، ولذلك يمكن مشاهدتها نامية على اطراف الشوارع والابنية، وفي الغالب لا يوجد ساحات مزروعة بأشجار الزُّعْرُور وحدها وانما تكون إلى جانب أنواع أخرى من الاشجار.

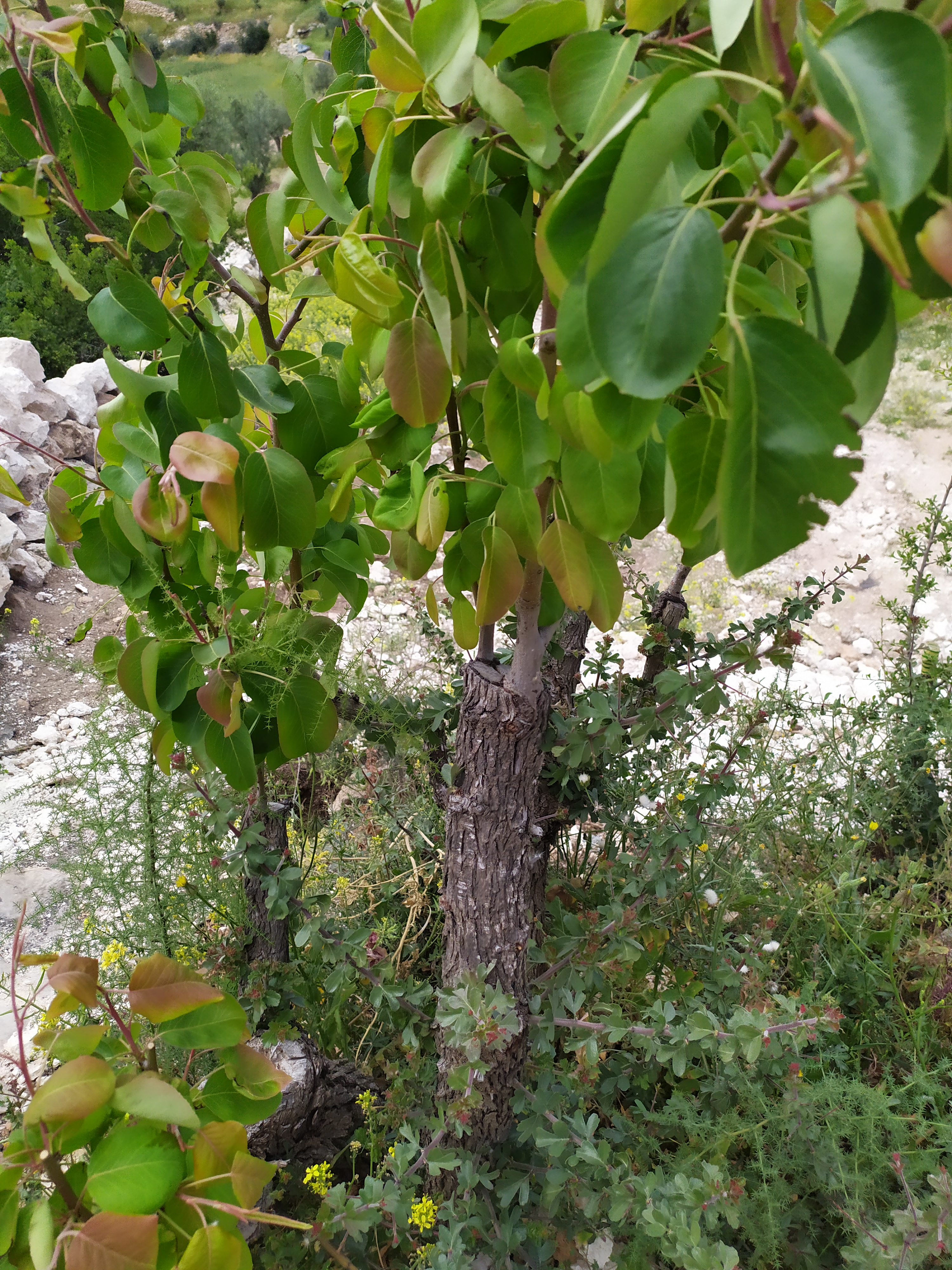
تطعيم أشجار الزعرور بالقلم،بصنف الأجاص

## من أنواعهالواطنةفيالوطن العربي
- الزُّعْرُور أحادي المدقة (باللاتينية: Crataegus monogyna) في بلاد الشام، لبنان والقوقاز وتركيا والبلقان
- الزُّعْرُور الأوروبي (باللاتينية: Crataegus rhipidophylla) في بلاد الشام، لبنان ومعظم مناطق أوروبا
- الزُّعْرُور الجرماني (باللاتينية: Crataegus germanica) في بلاد الشام، لبنان والقوقاز وتركيا
- الزُّعْرُور الشائع (باللاتينية: Crataegus azarolus) في بلاد الشام، لبنان ومصر والمغرب العربي والقوقاز وتركيا
- الزُّعْرُور الطويل (باللاتينية: Crataegus longipes) في بلاد الشام، لبنان وتركيا
- الزُّعْرُور المشرقي (باللاتينية: Crataegus orientalis) في بلاد الشام، لبنان والقوقاز وتركيا والبلقان
- الزُّعْرُور المهدب (باللاتينية: Crataegus laciniata) في المغرب العربي وإسبانيا وصقلية

## من الأنواع الأخرى
- زُعْرُور أحمر (باللاتينية: Crataegus sanguinea)
- زُعْرُور أخضر (باللاتينية: Crataegus viridis)
- زُعْرُور أسود (باللاتينية: Crataegus nigra)
- زُعْرُور أصفر (باللاتينية: Crataegus flava)
- زُعْرُور خوخي الورق (باللاتينية: Crataegus prunifolia)
- زُعْرُور صيصة الديك (باللاتينية: Crataegus crus-galli)
- زُعْرُور قرمزي (باللاتينية: Crataegus coccinea)

## الوصف النباتي
أنواع الزُّعْرُور شجرية معمرة، توجد في البرية والأحراش وفي المرتفعات الجبلية وتزرع أيضًا. شجرة الزُّعْرُور ذات أوراق خضراء تشبه ورق السدر صغيرة الحجم وأزهارها بيضاء عذقية تتحول إلى ثمرات عنبية بيضوية محمرة اللون أو سوداء أو صفراء حسب نوعها.